# Elżbieta Bieńkowska

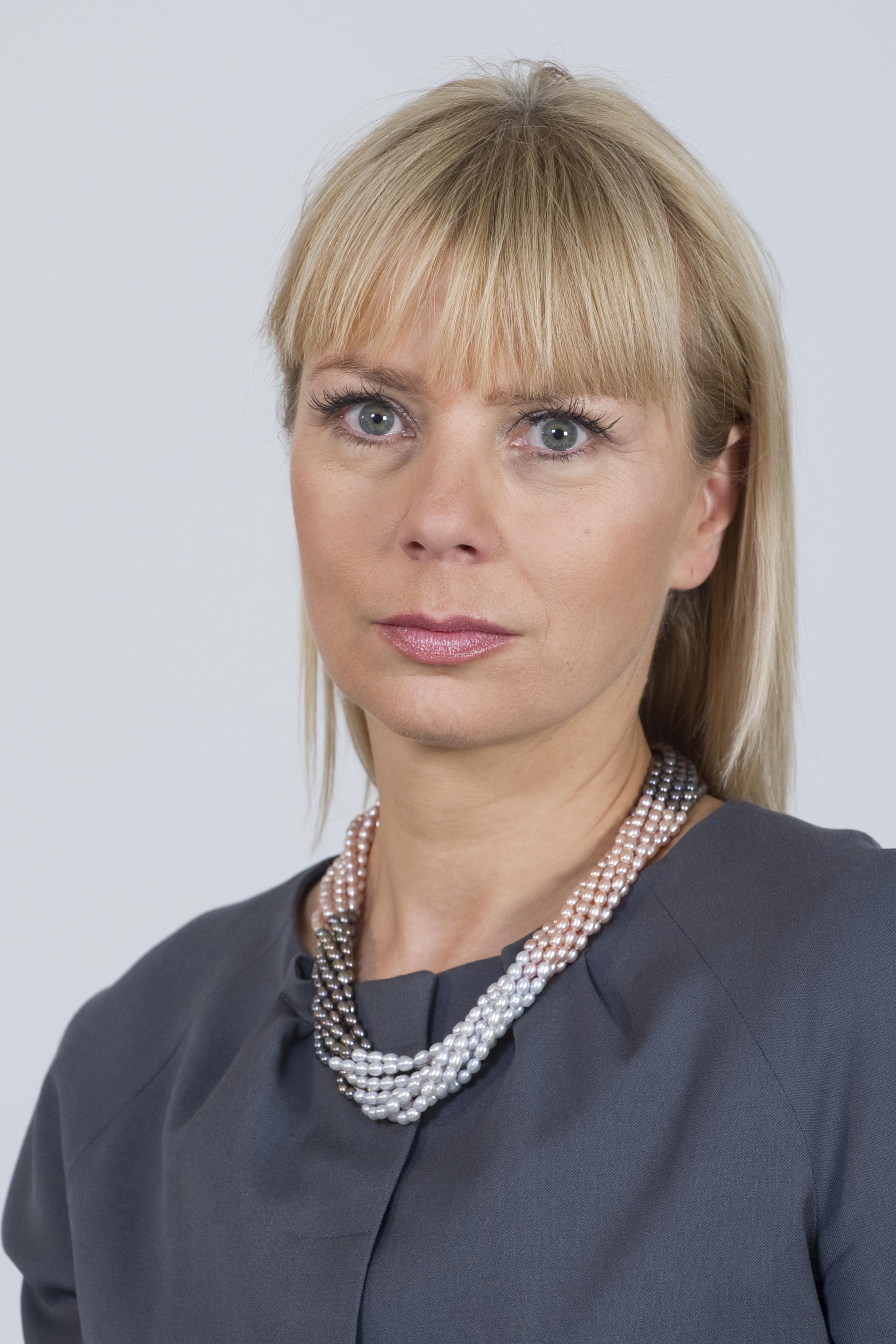
Elżbieta Bieńkowska (2011)

Elżbieta Ewa Bieńkowska, geboren Moycho (anhörenⓘ) (* 4. Februar 1964 in Katowice) ist eine polnische Politikerin. Sie war von 2007 bis 2013 Ministerin für Regionalentwicklung in der ersten und zweiten Regierung von Donald Tusk und vom 27. November 2013 bis November 2014 Ministerin für Infrastruktur und Entwicklung und stellvertretende Ministerpräsidentin. Von November 2014 bis November 2019 amtierte sie als Kommissarin für den Binnenmarkt, Industrie und Unternehmertum sowie kleine und mittlere Unternehmen in der Kommission Juncker. Zudem gehörte sie von 2011 bis 2014 dem Senat der Republik Polen an.

## Leben und Beruf
1983 beendete sie das IV. Allgemeinbildende Lyzeum „Stanisław Staszic“ in Sosnowiec, 1988 ein Studium der Persischen Philologie an der Jagiellonen-Universität in Krakau, 1996 ein Studium an der Landesschule für öffentliche Verwaltung (Krajowa Szkoła Administracji Publicznej) und 1998 ein Aufbaustudium an der Szkoła Główna Handlowa.
Ihre erste Arbeit nahm Bieńkowska 1996 im Woiwodschaftsamt Katowice auf, wo sie sich ab 1997 mit dem damals gestarteten Programm PHARE Inred (EU-Förderung für Kleinpolen und Schlesien) sowie Strukturfonds europäische Regionalpolitik befasste. Sie befürwortet die Dezentralisierung der öffentlichen Verwaltung. In dieser Zeit war sie Bevollmächtigte des Woiwoden für Regionalverträge für die Woiwodschaft Katowice und für die Regionale Entwicklungsstrategie. Sie absolvierte ein Praktikum im polnischen Außenministerium (Ministerstwo Spraw Zagranicznych), davon zwei Monate in Großbritannien. Als Jan Olbrycht Marschall der Woiwodschaft Schlesien war, wurde Bieńkowska Direktorin der Abteilung für Regionalentwicklung. Dort koordinierte sie die Arbeit eines Teams, das die Regionale Innovationsstrategie für die Woiwodschaft Schlesien erarbeitete sowie eine Arbeitsgruppe für die Aktualisierung der Entwicklungsstrategie dieser Woiwodschaft für die Jahre 2000 bis 2020. Ferner war sie Koordinatorin einer Arbeitsgruppe, die das operative Regionalprogramm der Woiwodschaft Schlesien für die Jahre 2007 bis 2013 aufstellte. Sie gehörte dem Ausschuss für das Monitoring des Regionalprogramms für die Woiwodschaft Schlesien an. Am 15. Oktober 2007 ernannte sie die Woiwodschaftsverwaltung zur Direktorin des Schlesischen Zentrums für Unternehmertum (Śląskie Centrum Przedsiębiorczości). Von 2002 bis 2007 war Bieńkowska Vize-Vorsitzende des Aufsichtsrates der Oberschlesischen Agentur für Regionalentwicklung (Górnośląska Agencja Rozwoju Regionalnego S.A.).
Sie hielt Vorlesungen an der Schlesischen Technischen Universität zum Thema EU-Strukturprogramme. Im September 2023 wurde sie Vorsitzende der Denkfabrik Centre for European Policy Studies in Brüssel.
Bieńkowska wohnt in Mysłowice, hat drei Kinder und ist verheiratet.

## Politik

### Polen
Nach den Parlamentswahlen am 21. Oktober 2007 wurde sie am 16. November 2007 als Ministerin für Regionalentwicklung in der Regierung Tusk vereidigt. Die Kandidatur hatte der Vorsitzende der Regionalverwaltung der Platforma Obywatelska in der Woiwodschaft Schlesien Tomasz Tomczykiewicz vorgeschlagen. Ihre Amtsvorgängerin war Grażyna Gęsicka. 2011 wurde sie als parteilose Kandidatin auf dem Wahlvorschlag der PO im Wahlkreis Katowice in den Senat der Republik Polen gewählt.
Am 25. November 2013 wurde Bieńkowska vom Staatspräsidenten Bronisław Komorowski vom Posten der Ministerin für Regionalentwicklung abberufen und zur stellvertretenden Premierministerin sowie zur Ministerin für Infrastruktur und Entwicklung ernannt.

### Europäische Union
Am 10. September 2014 wurde Bieńkowska vom Präsidenten der Europäischen Kommission Jean-Claude Juncker zur Kommissarin der Europäischen Kommission für Binnenmarkt, Industrie, Unternehmertum und kleine und mittlere Unternehmen berufen. Sie trat das Amt im November 2014 an. Ihre Amtszeit als EU-Kommissarin endete mit dem Amtsantritt der Kommission von der Leyen I am 1. Dezember 2019.

## Ehrungen
- 2012 Kommandeur mit Stern des norwegischen Verdienstordens[7]